# Amphoe Hankha
Hankha (หันคา) est un district (amphoe) situé dans la province de Chainat, au centre de la Thaïlande.
Le district est divisé en 8 tambon et 99 muban. Il comprenait 56 394 habitants en 2005.